# Lothar Schmidt (Politikwissenschaftler)
Lothar Schmidt (* 10. Dezember 1922 in Frühbuß, Tschechoslowakei; † 2015) war ein deutscher Politikwissenschaftler, Jurist und Hochschullehrer.

## Leben und Wirken
Er stammte aus dem Erzgebirge. Seine Geburtsstadt wurde im Oktober 1938 von Deutschland annektiert und dem neugebildeten Reichsgau Sudetenland zugeordnet. Nach Ende des Zweiten Weltkrieges 1945 mussten fast alle deutschen Bewohner von Frühbuß den Ort und die wiedergegründete Tschechoslowakei verlassen, so auch er. Schmidt ließ sich in Seulberg nieder, studierte Rechts- und Wirtschaftswissenschaften sowie Politologie an den Universitäten Erlangen und Princeton-Univ. New York. Der promovierte 1948 in Erlangen zum Dr. jur. und erwarb zusätzlich den Abschluss als Diplom-Volkswirt.
Von 1949 bis 1955 war er wissenschaftliche Assistent und Lehrbeauftragter an der Universität Würzburg und im Anschluss bis 1961 an der Hochschule für Sozialwissenschaften in Wilhelmshaven. Ab 1962 war er Dozent bzw. Professor für Politologie an der Johann Wolfgang Goethe-Universität Frankfurt am Main. 1963 war er als Gastprofessor an der Universität Tokio und Sendai in Japan tätig.
Daneben betätigte er sich auch als Verfasser und Herausgeber von Aphorismen sowie als Essayist.

## Werke (Auswahl)
- Das Besatzungsrecht in der US-Zone Deutschlands 1945-1948. Rechtsbildung und Rechtsentwicklung. Erlangen [1948].
- Zur Phonetik der deutschen Sprache. Berlin 1989.
- Worte sind Waffen. 3. Aufl., Frankfurt am Main 1993.
- Sieben Wörter sind genug. Landsberg/Lech 1996.